# غدب محزز
غدب محزز (باللاتينية: Scrophularia incisa ) هو نوع نباتي يتبع جنس الغدب من الفصيلة الغدبية.